# Peptídeo PHI

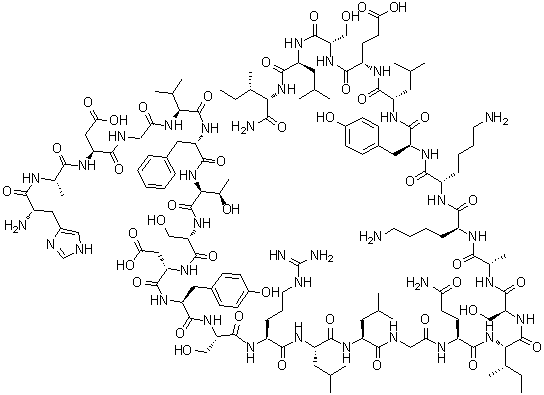
Estrutura do peptídeo histidina isoleucina (PHI) do rato.

O peptídeo PHI, também conhecido como peptídeo histidina isoleucina, é um peptídeo que funciona como um hormônio. Este peptídeo contém uma composição de 27 aminoácidos com histidina na extremidade N-terminal e isoleucina na extremidade C-terminal. Foi originalmente isolado do intestino delgado de mamíferos entre os neurônios de mamíferos chamados neurônios intramurais que funcionam na atividade motora das paredes intestinais. Um exemplo disto foi revelado num estudo que demonstrou que este peptídeo regula o transporte de água e eletrólitos no jejuno humano; semelhante aos seus efeitos inibitórios na absorção de fluidos no intestino delgado de porcos e ratos.
O peptídeo histidina isoleucina (PHI) faz parte de uma família que desempenha um papel vital na taxa de crescimento celular, tanto no intestino quanto no cérebro. Foi derivado da família do glucagon, denominado polipeptídeo ativador da adenilato ciclase hipofisária (PACAP) e possui homologia de sequência de aminoácidos com o peptídeo intestinal vasoativo, secretina, glucagon e outros fatores de liberação do hormônio do crescimento. Estudos em humanos mostraram que a liberação de PHI no estômago regula os processos das células neuroendócrinas que afetam a fisiologia gastrointestinal . Este peptídeo está presente no sistema nervoso central que ajuda a regular o comportamento de consumo alimentar, enquanto no sistema nervoso periférico este peptídeo acumula-se no estômago que controla a digestão dos alimentos.
Ele também desempenha um papel na regulação da prolactina em humanos. Ele funciona especificamente na via de sinalização da proteína G por meio da proteína G, que é uma proteína transmembrana que causa a fosforilação em cascata. Ele está localizado em todo o comprimento do intestino, enquanto o PHI está concentrado principalmente na região do cólon.